# Women's Prison Massacre
Women's Prison Massacre (Italiaans: Blade Violent - I Violenti) is een Italiaans/Franse sexploitation- en gevangenisfilm uit 1983 onder regie van Bruno Mattei.

## Synopsis
Journaliste Emanuelle komt net iets te dicht bij het ontmaskeren van een corrupte functionaris en wordt met valse beschuldigingen naar de gevangenis gestuurd. In de gevangenis worden de gevangenen voortdurend vernederd en gemarteld door het personeel van de gevangenis. Overenthousiaste aanhankelijke gevangenen worden onder water gehouden, terwijl anderen verplicht zijn om toe te kijken. Emanuelle vindt een vijand in de gestoorde Albina, die 'de gevangenis runt'. Voor het plezier van de directeur zijn Emanuelle en Albina gedwongen om met elkaar te vechten met messen. De situatie wordt nog erger wanneer vier mannen in afwachting van executie ontsnappen en de vrouwengevangenis overnemen.

## Rolverdeling
| Acteur              | Personage                      |
| ------------------- | ------------------------------ |
| Laura Gemser        | Emanuelle                      |
| Gabriele Tinti      | Crazy Boy Henderson            |
| Ursula Flores       | Albina                         |
| María Romano        | Laura                          |
| Antonella Giacomini | Irene                          |
| Raul Cabrera        | Victor "Geronimo" Brain        |
| Pierangelo Pozzato  | Helmut "Blade" von Bauer       |
| Robert Mura         | Brett O'Hara                   |
| Michael Laurant     | Gevangenisambtenaar            |
| Françoise Perrot    | Molly, bewaker                 |
| Franca Stoppi       | Hoofd bewaking                 |
| Jacques Stany       | Officier van Justitie Robinson |
| Carlo De Mejo       | Lawman Harrison                |
| Lorraine De Selle   | Colleen, Gevangenisdirectrice  |